# Mitsubishi-Nakajima A8M
Mitsubishi-Nakajima A8M Rikufu – niezrealizowany projekt samolotu myśliwskiego przeznaczonego dla lotnictwa Japońskiej Cesarskiej Marynarki Wojennej z okresu II wojny światowej. Maszyna miała być następcą samolotu Mitsubishi A7M.

## Historia
Jeszcze podczas trwania prac nad modernizacją podstawowej wersji myśliwca A7M w kwietniu i maju 1945 r. doszło do serii spotkań przedstawicieli wytwórni: Nakajima, Mitsubishi i Kawanishi z przedstawicielami Departamentu Rozwoju (w jaki przekształcił się Wydział Techniczny Sił Powietrznych Cesarskiej Marynarki Wojennej) oraz 1. Arsenału Technicznego Sił Powietrznych Cesarskiej Marynarki Wojennej w Yokosuka. Celem spotkań miało być nakreślenie wizji przyszłego samolotu myśliwskiego. 
Doświadczenia z walk na Pacyfiku, ataki amerykańskich B-29, którym ani lotnictwo armii, ani marynarki nie było w stanie skutecznie się przeciwstawić zaowocowały stworzeniem koncepcji samolotu myśliwskiego, dla którego najważniejszymi parametrami miały być prędkość maksymalna, manewrowość oraz jak największy pułap operacyjny. 
Wraz z samolotem Kyūshū J7W, podstawowymi nowymi myśliwcami miały być zmodernizowane wersje maszyny A7M. Jednak w przypadku dalszych problemów z technologią produkcji odrzutowego J7W, samoloty A7M miały zostać podstawowymi myśliwcami marynarki. Postanowiono również, że myśliwiec nowej generacji, mający zastąpić A7M, powstanie w oparciu o konstrukcję wersji A7M3-J, ale z nowym, mocniejszym silnikiem. 
19 czerwca 1945 r. sformułowano ostateczne wymagania względem nowej maszyny, samolotu myśliwskiego kategorii A (myśliwiec pokładowy i eskortujący). Miał to być jednomiejscowy i jednosilnikowy dolnopłat napędzany silnikiem gwiazdowym Nakajima Ha-44-21 (NK11-21) z dwubiegunową, trójstopniową sprężarką lub silnikiem Nakajima Ha-44-13 (NK11A) z czterołopatowym, samoprzestawialnym śmigłem o średnicy 3,6 m. Wymiary takie jak modelu A7M3-J co ułatwi i przyspieszy pracę. Czas wznoszenia na wysokość 10 000 m poniżej 15 minut. Samolot miał być opancerzony podobnie jak A7M3, uzbrojony w cztery działka kalibru 20 mm Typ 99-2 Model 5. 
Charakterystykę techniczną nowego samolotu, oznaczonego jako Mitsubishi-Nakajima A8M1 Rikufu zamieszczono w specyfikacji 20 Shi. Nowością miała być zakładana, daleko idąca, współpraca pomiędzy rywalizującymi ze sobą wytwórniami: Nakajima i Mitsubishi. Wejście do boju nowej maszyny zakładano na koniec 1946 roku. Do zakończenia wojny projekt nie wyszedł poza wstępne ustalenia pomiędzy biurami konstrukcyjnymi obydwu głównych producentów.